# Leptolaena villosa
Leptolaena villosa là một loài thực vật có hoa trong họ Sarcolaenaceae. Loài này được (F. Gerard) G.E. Schatz & Lowry mô tả khoa học đầu tiên.